# (15760) 1992 QB1
(15760) 1992 QB1 er en småplanet i vort solsystem. Det er det først fundne objekt i Kuiper-bæltet udenfor Neptuns bane, bortset fra Pluto og Charon, og har lagt navn til klassen cubewano. Navnet Smiley er blevet foreslået, men det er allerede anvendt på en asteroide, 1613 Smiley. Den har fortsat ikke fået et selvstændigt navn. Menes at have en diameter på omkring 200 kilometer. Opdaget 1992 af de to amerikanske astronomer David Jewitt og Janet Luu.
- Halve storakse: 43,7665 AU
- Excentricitet: 0,0657
- Omløbstid: 290 år
- Banehældning: 2,195°
- Småplanetnummer: 15760